# Pseudochalcothea staudingeri
Pseudochalcothea staudingeri är en skalbaggsart som beskrevs av Neervoort Van De Poll 1893. Pseudochalcothea staudingeri ingår i släktet Pseudochalcothea och familjen Cetoniidae. Inga underarter finns listade i Catalogue of Life.